# تيلوان (طايفة)
تيلوان هي إحدى مشيخات المملكة المغربية، تتبع جغرافيا لإقليم تازة وإداريًا لطايفة. يقدر عدد سكانها بـ 1737 نسمة حسب الإحصاء الرسمي للسكان والسكنى لسنة 2004.